# Astrid Tollefsen
Astrid Tollefsen, född 11 december 1897 i Horten, död 9 oktober 1973, var en norsk författare.
Hon debuterade 1947 med diktsamlingen Portrett i speil, som visade hennes särpräglade lyriska talang och säkra känsla för tidsandan, särskilt storstadens atmosfär och levnadstempo. Motivkretsen fördjupades och varierades, med stark vikt på ensamhet, uppbrott och längtan efter gemenskap i de diktsamlingar som följde: Reisenetter (1948), Før brevet lukkes (1949), Ukjent gjest (1955) och Høstkveld på stamkaféen (1956). Senare samlingar som Et nytt vindu (1958), Fugl blå (1963), På nattens terskel (1966), Hendelser (1967), Under ordre (1968) och Mot et hemmelig mål (1969) är präglade av större objektivitet, men den personliga särprägeln är fortsatt stark. Hennes formspråk utvecklades under årens lopp i mer modernistisk riktning.
Tollefsen fick Norsk Kulturråds bokpris och Kritikerprisen för Hendelser.